# Acroneuria arida
Acroneuria arida är en bäcksländeart som först beskrevs av Hagen 1861.  Acroneuria arida ingår i släktet Acroneuria och familjen jättebäcksländor. Inga underarter finns listade i Catalogue of Life.